# Lajos Werkner
Lajos Werkner (ur. 23 października 1883 w Budapeszcie, zm. 12 listopada 1943 tamże) – węgierski szermierz pochodzenia żydowskiego, dwukrotny złoty medalista olimpijski.
Podczas igrzysk olimpijskich w Londynie w 1908 razem z Jenő Fuchsem, Péterem Tóthem, Oszkárem Gerde i Dezső Földesem zwyciężył w szabli drużynowej. W turnieju indywidualnym był szósty, w rundzie finałowej wygrywają dwa z siedmiu pojedynków. Na igrzyskach olimpijskich w Sztokholmie cztery lata później Węgrzy w składzie: Jenő Fuchs, Zoltán Schenker, Ervin Mészáros, Péter Tóth, László Berti, Lajos Werkner, Oszkár Gerde i Dezső Földes zdobyli kolejne złoto w szabli drużynowej. W turnieju indywidualnym tym razem był siódmy, w rundzie finałowej przegrał sześć z siedmiu walk. 
Nie zdobył medalu mistrzostw świata.
W latach 1912–1914 był indywidualnym mistrzem Węgier, a w 1913 i 1914 zwyciężał w drużynie. Był członkiem założycielem Węgierskiego Związku Szermierki.
Zginął w wypadku samochodowym.